# Corsica Linea
Corsica Linea est une compagnie française privée de navigation maritime assurant le transport de passagers, de véhicules ainsi que de fret en car-ferry depuis Marseille vers la Corse, la Tunisie et l’Algérie. Créée en 2016, l'entreprise est une filiale du consortium Corsica Maritima, fruit de l'alliance d'une centaine d'entreprises corses, candidat à la reprise de l'historique Société nationale maritime Corse-Méditerranée (SNCM) placée en redressement judiciaire. Débouté dans un premier temps par le tribunal de commerce de Marseille au profit du transporteur Patrick Rocca, le consortium lance dès janvier 2016 une ligne de fret entre Marseille et Bastia afin de concurrencer la nouvelle entité Maritime Corse Méditerranée (MCM), avant de finalement racheter les parts de la société au groupe Rocca en avril 2016, ce qui aboutira en mai à la création de Corsica Linea. Succédant à une entreprise ayant souffert de nombreux conflits internes et locaux, la compagnie est à ce jour le deuxième employeur de marin français au niveau national. Elle bénéficie d'une délégation de service public (DSP) de 2023 à 2029, pour la desserte de la Corse depuis Marseille dans le cadre de la continuité territoriale Corse / Continent.
La compagnie se distingue par son implication dans la transition environnementale, avec la mise en place d'un plan de réduction de 40 % de ses émissions de CO2 en 2030.

## Histoire

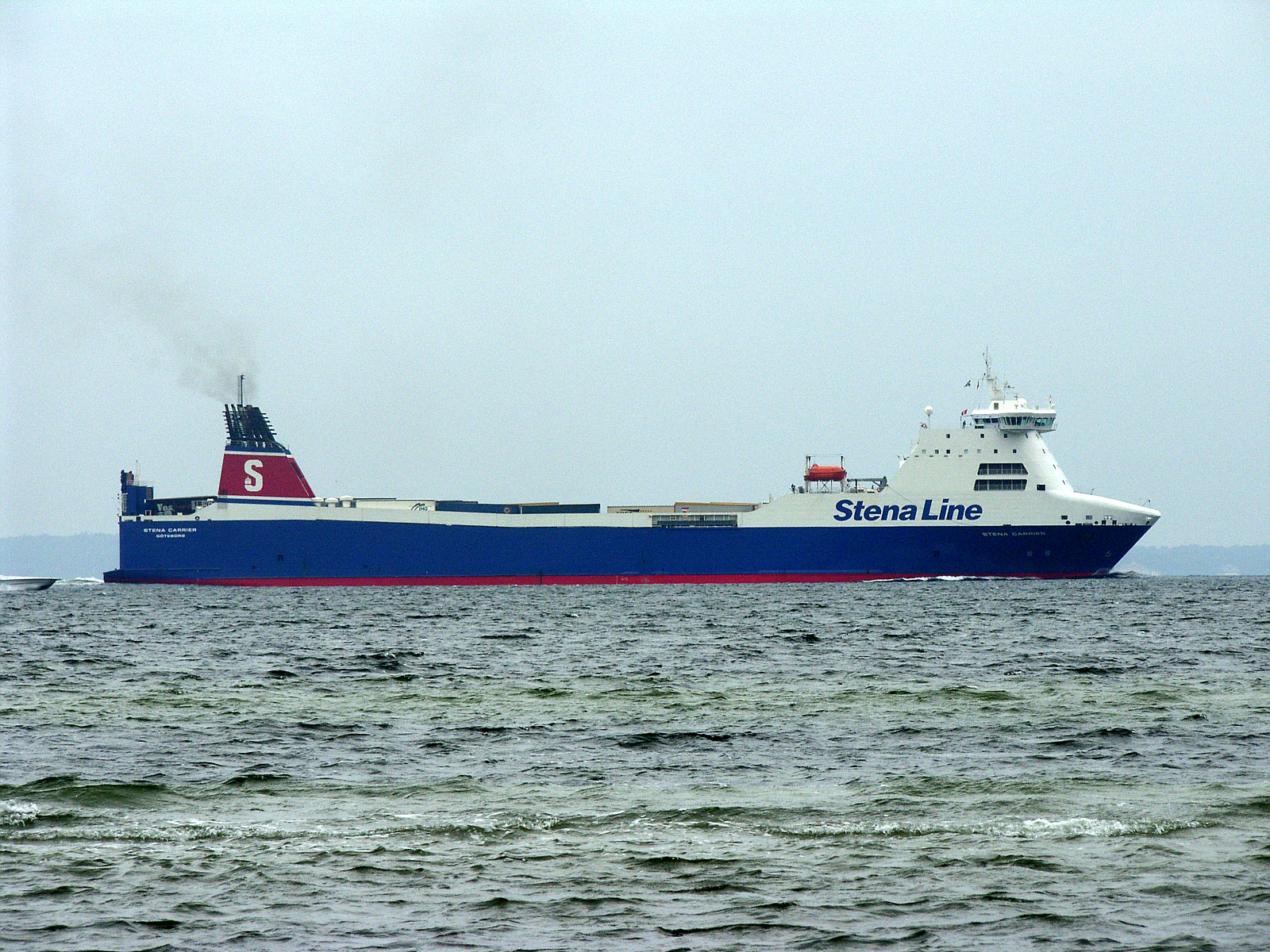
Le Stena Carrier, premier navire affrété par le consortium Corsica Maritima pour desservir la ligne Marseille - Bastia.

Corsica Linea est lancée en janvier 2016 par le consortium d'entrepreneurs corses déboutés par le tribunal de commerce de Marseille en novembre 2015 pour la reprise de la Société nationale maritime Corse-Méditerranée (SNCM), placée en redressement judiciaire depuis novembre 2014, puis dissoute. Associés à Daniel Berrebi, le PDG de plusieurs compagnies maritimes dont la plus connue, Baja Ferries qui opère dans le golfe de Californie, ils créent un consortium et inaugurent une ligne de fret entre Marseille et Bastia afin de concurrencer celle de la Maritime Corse Méditerranée (MCM) alors dirigée par Patrick Rocca, qui a été désigné comme repreneur de la SNCM. À la suite du rapprochement de ces entrepreneurs corses, Corsica Linea a finalement racheté la totalité des parts de la MCM dont les navires se sont alors substitués à ceux que le consortium avait affrétés. Il s'agissait dans un premier temps du roulier Stena Carrier, rapidement remplacé en février sur la ligne Marseille - Bastia par le Corsica Linea Dui avant que celle-ci ne s'interrompe par décision de justice.
Le 11 avril 2016, après plusieurs semaines de dialogue en vue d'une fusion, un accord est trouvé entre Corsica Linea et Patrick Rocca, qui lui cède toutes ses parts de la MCM, en échange notamment de son entrée comme quinzième actionnaire dirigeant du consortium. Le nom commercial de Maritima Ferries, choisi par Patrick Rocca, est abandonné au profit de celui de Corsica Linea. L'accord signé début janvier 2016 avec MCM demeure valide si bien que La Méridionale lui subdélègue une fraction du service public entre Marseille et la Corse ainsi que les subventions afférentes jusqu'au terme de la DSP transitoire, en octobre 2016. Dès lors, depuis le rapprochement des deux concurrents intervenu en avril 2016 et avalisé par le tribunal de commerce de Marseille en juillet 2016, Patrick Rocca a cédé la place à Pascal Trojani à la tête de la compagnie maritime. La nouvelle compagnie est alors officiellement lancée le 3 mai 2016. L'affrètement du Corsica Linea Dui, devenu surnuméraire, s'est achevé à l'été 2016 et un autre roulier, l’Antares, qui devait desservir Ajaccio sous le nom de Corsica Linea Unu, n'a finalement jamais navigué sur les lignes de la Corse, le rapprochement du consortium avec le groupe Rocca étant intervenu entre-temps.

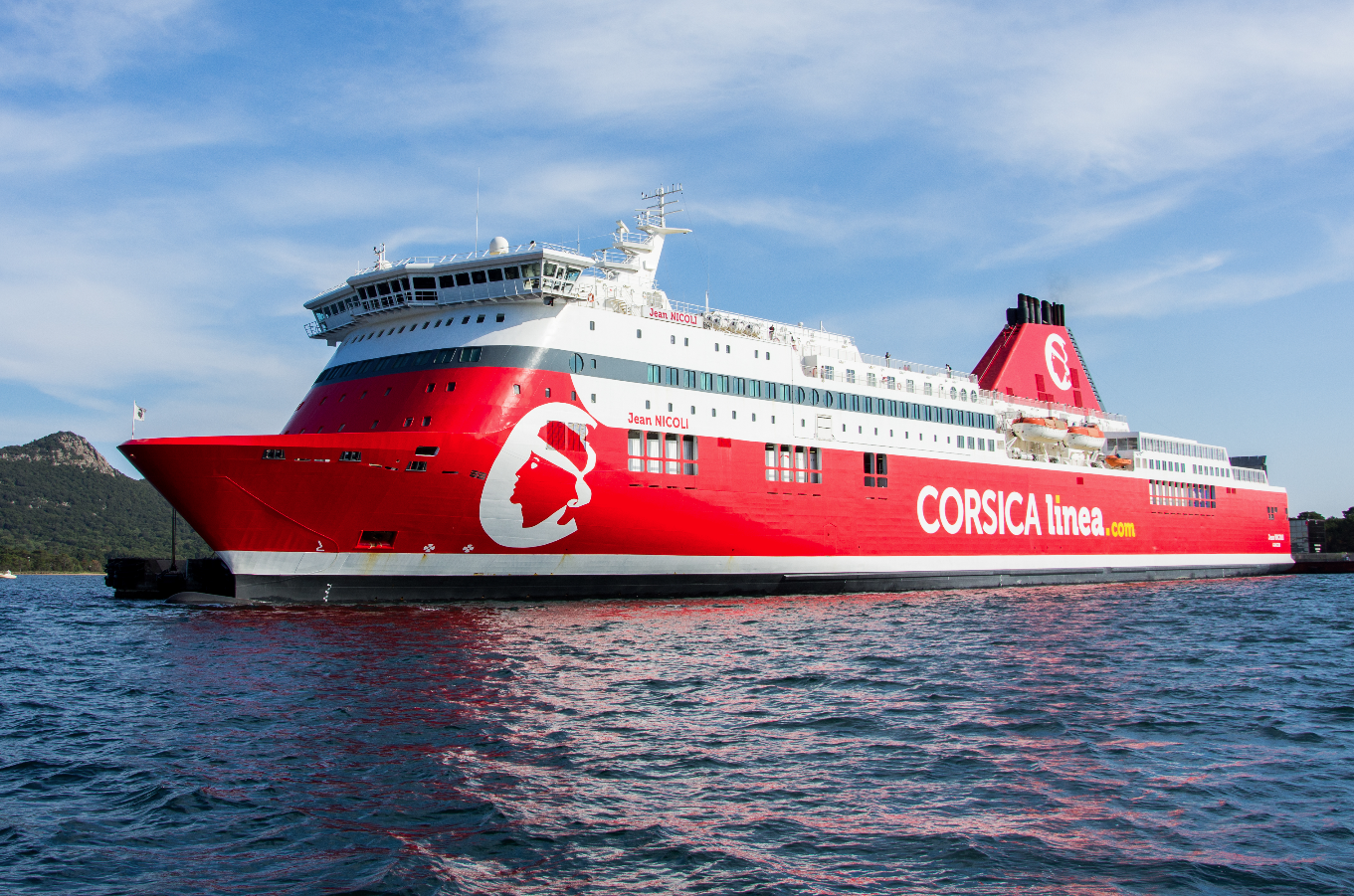
Le Jean Nicoli, l'un des six navires de la SNCM repris par Corsica Linea à sa création.

La flotte de Corsica Linea hérite à ce moment-là des six navires issus de la reprise de la SNCM par le groupe de Patrick Rocca, les quatre navires mixtes Pascal Paoli, Jean Nicoli, Paglia Orba et Monte d'Oro destinés au transport de fret et de passagers entre Marseille et la Corse et les deux car-ferries Méditerranée et Danielle Casanova, principalement affectés aux lignes entre Marseille, Alger et Tunis. Seul le Corse n'a pas été repris et a finalement été vendu au printemps 2016. Progressivement, la nouvelle flotte de Corsica Linea va être parée de la nouvelle identité visuelle de la compagnie se caractérisant par une livrée rouge. Les premiers à arborer cette nouvelle livrée sont les Jean Nicoli, Pascal Paoli et Danielle Casanova entre mars et juin 2016, tandis que les Méditerranée et Paglia Orba ont revêtu une livrée de transition pendant l'été 2016. Le Paglia Orba a finalement été mis aux couleurs de Corsica Linea en février 2017. Le Monte d'Oro, frété jusqu'à fin septembre 2016 à la La Méridionale pour favoriser aux yeux de la Commission européenne la discontinuité juridique vis-à-vis de l'ancienne SNCM, a conservé une livrée anonyme blanche et bleue jusqu'à la fin de l'année 2017. En raison de cet affrètement, les seules ports corses desservies par Corsica Linea durant la saison estivale 2016 ont été Bastia, Ajaccio et Porto-Vecchio, destinations auxquelles s'est par la suite ajoutée L'Île-Rousse depuis la fin de l'affrètement du Monte d'Oro, début octobre 2016.
Conformément aux accords ayant suivi la cession de la SNCM, le siège de la compagnie demeure dans un premier temps à Marseille, il sera finalement transféré à Ajaccio en novembre 2018. À ce moment-là, la compagnie emploie près de 900 salariés, pour la plupart issus de l'ex-SNCM et selon sa direction, la plupart des embauches ont été faites en Corse (60 % des CDD recrutés sur l'île et 270 personnes en CDI). Pour sa première saison, jugée satisfaisante par son directeur général Pierre-Antoine Villanova, Corsica Linea estime son chiffres d'affaires à 170 millions d'euros en 2016, pour environ 500 000 passagers transportés, de l'ordre de 300 000 sur la Corse et 200 000 sur le Maghreb, et 850 000 mètres linéaires de fret sur l'île de Beauté, soit une hausse de 40 % par rapport aux résultats frets de 2015 de la SNCM.
En juin 2017, la dénomination Maritime Corse Méditerranée (MCM) est abandonnée au profit de l'appellation Corsica Linea. Pour la saison estivale, Corsica Linea augmente de 11 % les traversées à destination de la Corse avec le renfort du Danielle Casanova sur la ligne d'Ajaccio. Plus de 550 000 passagers ont transité sur les navires de la flotte et le chiffre d'affaires est estimé à plus de 190 millions d'euros,.
En décembre 2017, la compagnie atteint le million de mètres linéaires transportés et détient 60 % des parts de marché, ce qui en fait le premier transporteur de fret entre le continent et la Corse.
Deux ans après sa création, Corsica Linea représente 15 % des parts de marché pour le transport des passagers entre le continent et la Corse et 60 % pour le fret. La compagnie est également le deuxième employeur de marins français et le premier en Méditerranée,.
Cependant, le trafic des remorques transitant sur les lignes de la Corse connaît une hausse constante que les navires de la société peinent à absorber. Avec ses quatre navires mixtes, la flotte de Corsica Linea devient progressivement inadaptée à la nouvelle donne du transport du fret, mais également au trafic passagers avec un taux de remplissage avoisinant les 90 % chaque été, en dépit du renfort du Danielle Casanova. Les autres axes de la compagnie n'en sont pas moins épargnés, les navires en service sur les lignes du Maghreb ont de faibles capacité de roulage, posant problème à Corsica Linea qui souhaitait, depuis le début de ses activités, développer le transport du fret entre Marseille, Alger et Tunis. Quant à la ligne entre Marseille et Porto Torres, la compagnie ne peut proposer qu'une seule traversée par semaine.

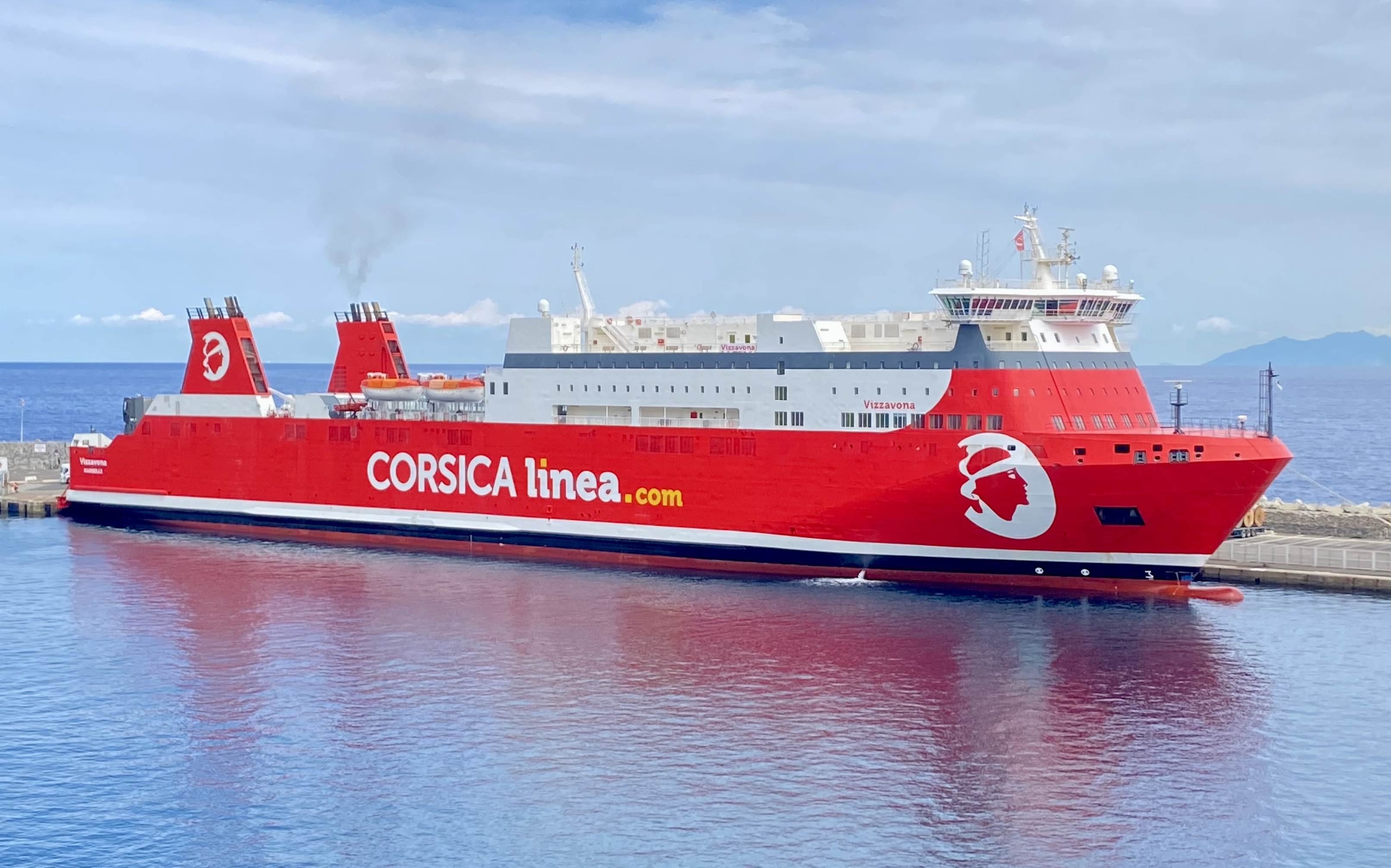
Le Vizzavona, affrété pour une durée de cinq ans à partir de juin 2018.

Le contrat de délégation de service public n'autorisant pas Corsica Linea à aligner un cinquième navire mixte sur la Corse, le consortium décide, en l'attente d'autres solutions, de se concentrer sur le développement des lignes du Maghreb et de la Sardaigne. Pour cela, un navire mixte de 188 mètres de long et d'une capacité de 800 passagers et pouvant transporter 2500 mètres linéaires de fret est affrété à l'armateur italien Grimaldi Lines pour une durée de 5 ans,. Il s'agit de l‘Euroferry Corfù, qui sera mis en service à partir de juin 2018 entre Marseille, la Sardaigne et le Maghreb sous le nom de Vizzavona.
Malgré une saison estivale 2018 décevante sur les lignes maritimes, Corsica Linea parvient à enregistrer une croissance de 5 % autant sur le transport des passagers que du fret. La compagnie entame également sa démarche de transition énergétique en investissant avec la région Sud pour adapter les navires mixtes Paglia Orba, Pascal Paoli et Jean Nicoli aux dispositifs de raccordements d'énergie à quai du port de Marseille (permettant de stopper les moteurs durant les escales et ainsi limiter les émissions de dioxyde de carbone), ce que La Méridionale avait déjà entrepris en 2015.
Un autre enjeu pour la compagnie est également l'attribution de la nouvelle délégation de service public (DSP) entre Marseille et la Corse. L'appel d'offres lancé par la région Corse porte dans un premier temps sur une DSP de 15 mois devant définir les contours du cahier des charges final qui s'étalera, quant à lui, sur 10 ans. Corsica Linea et La Méridionale ont cette fois-ci répondu séparément à l'appel d'offres, remettant en cause le partenariat historique entre le deux compagnies (ce qui était déjà arrivé en 2007, mais s'était soldé par une entente).
Le 27 juin 2019, l'assemblée de Corse attribue à Corsica Linea la majeure partie des lignes de la DSP dans un contexte sous tension en raison d'une grève des syndicats de La Méridionale qui avait bloqué pendant plus d'une semaine le port de Marseille et trois navires de Corsica Linea s'y trouvant, ce qui avait perturbé momentanément la desserte de la Corse. Le mouvement se termine cependant à la suite d'une déclaration du président de la compagnie corse, Pascal Trojani, qui annonce en même temps que la direction de La Méridionale qu'un nouveau partenariat pourrait être mis en place avant l'attribution de la prochaine DSP au début de l'année 2021. Ainsi, Corsica Linea se voit confier pour 15 mois l'exploitation exclusive des lignes de Bastia, d'Ajaccio et de L'Île-Rousse à compter du 1er octobre 2019. Les appels d'offres pour Propriano et Porto-Vecchio auront pour leur part été déclarés infructueux en raison des solutions onéreuses proposées par la compagnie pour l'exploitation de ces deux lignes qui seront soumises à de nouveaux appels d'offres,. Afin de maintenir la desserte de Porto-Vecchio en attendant son attribution définitive, le navire mixte Piana de La Méridionale est affrété pour une durée de trois mois par Corsica Linea qui par ailleurs n'a déposé de candidature que pour la ligne de Propriano.
Le 25 juillet, la compagnie corse passe sa première commande de navire neuf aux chantiers italiens Visentini de Porto Viro. L'annonce officielle est faite le 30 juillet. Le futur navire, qui serait livré à l'horizon 2022, disposera d'une capacité de roulage très élevée et sera doté d'une propulsion au gaz naturel liquéfié (GNL), conformément aux ambitions de la compagnie qui espère, à long terme, exploiter une flotte plus propre en Méditerranée,.
Au mois de janvier 2020, une nouvelle grève des marins de La Méridionale perturbe les services de la compagnie entre Marseille, la Corse et le Maghreb. Le navire mixte Piana assurant la desserte de Porto-Vecchio sous affrètement ainsi que le Paglia Orba, le Vizzavona et le Méditerranée sont bloqués à Marseille par les syndicats. Afin d'éviter d'être immobilisés à leur tour, le Pascal Paoli et le Monte d'Oro cessent leurs rotations et sont amarrés à la Seyne-sur-Mer. Exigeant la définition d'un nouveau partenariat entre Corsica Linea et La Méridionale pour la DSP longue de 2021, les syndicats font alors pression sur les directions pour renouer le dialogue. Afin de garantir le transport vers la Corse des passagers et du fret impactés par le conflit, un service minimum est mis en place par Corsica Linea, dans un premier temps au départ de Toulon à l'aide du cruise-ferry Danielle Casanova du 11 au 14 janvier puis au départ de Nice à partir du 17 janvier avec le navire mixte Pascal Paoli. Le 28 janvier, les deux transporteurs annoncent qu'une offre commune sera présentée pour la DSP, conduisant à la fin du blocage le 31 janvier.

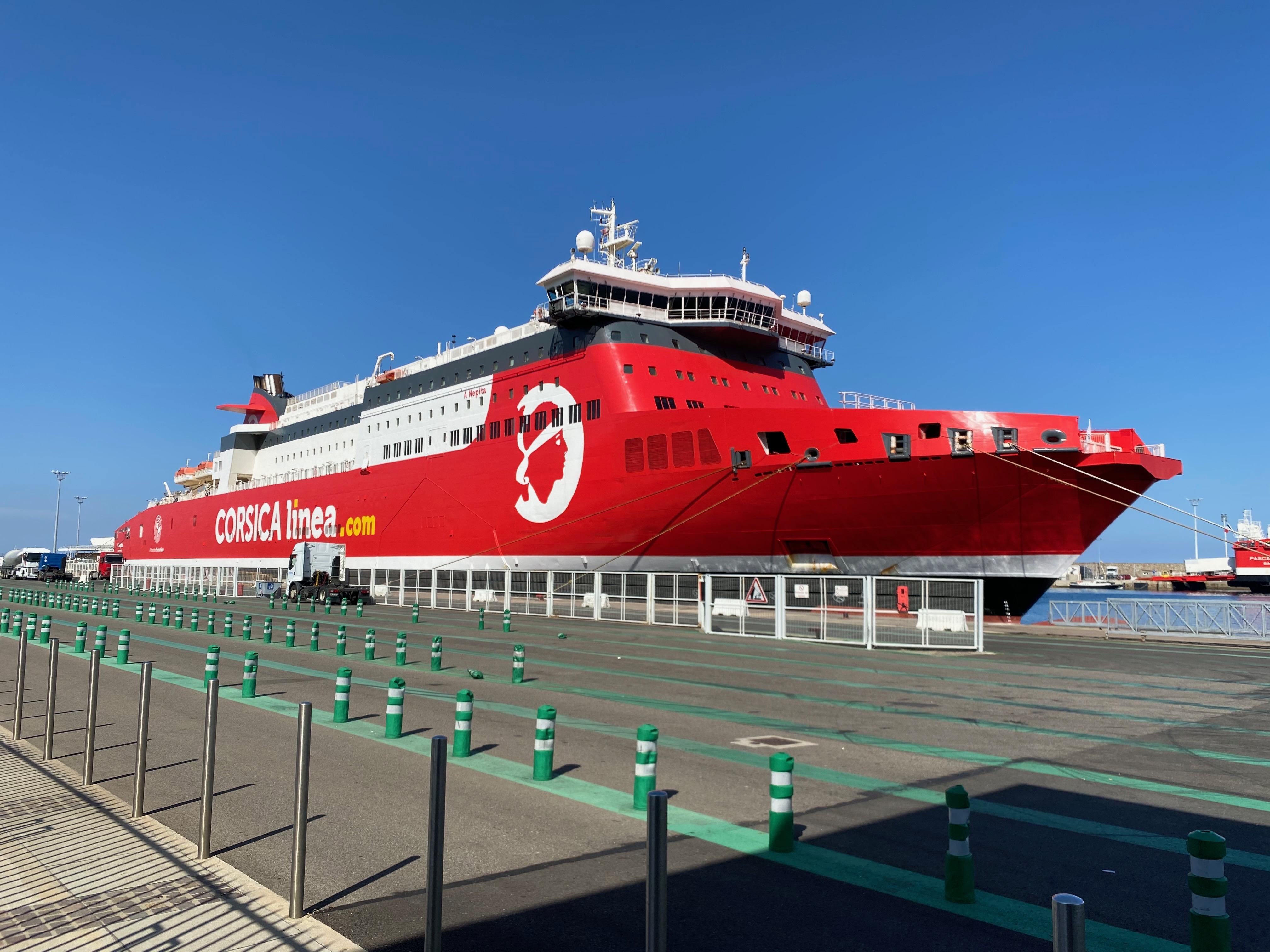
A Nepita, également affrété pour cinq ans, rejoint la flotte de Corsica Linea en juin 2020.

Indépendamment de ce contexte, Corsica Linea concrétise au début de l'année 2020 sa volonté d'exploiter une flotte moins polluante en faisant installer des scrubbers, dispositifs d'épuration des fumées visant à réduire les émissions de soufre, sur trois de ses navires. Ainsi, le dispositif est mis en place sur les Pascal Paoli et Jean Nicoli dans un premier temps puis sur le Paglia Orba à l'issue de sa saison estivale.
Dans l'optique de maintenir les fréquences vers le Maghreb en saison estivale en dépit de l'affectation du Vizzavona sur les lignes de la DSP, la compagnie affrète en février le navire mixte Stena Superfast X à la compagnie suédoise Stena Line pour une durée de cinq ans. Ce navire de 203 mètres de long pouvant transporter 1 200 passagers, 100 véhicules et 140 remorques, a autrefois été la propriété de la SNCM et portait le nom de Jean Nicoli. Initialement prévu pour renforcer les lignes entre Marseille et l'Algérie, le navire, rebaptisé A Nepita, sera finalement affecté aux lignes de la Corse à compter du mois de juin 2020,.
Entre mars et mai 2020, les services de Corsica Linea sont perturbés par la pandémie de Covid-19 touchant la France et le reste de l'Europe. Peu après le passage de l'épidémie au stade 3 le 14 mars, la compagnie limite le nombre de passagers à 150 par traversée sur les lignes de la Corse et suspend ses liaisons avec l'Algérie et la Tunisie dès le 16 mars. L'épidémie se propageant de plus en plus, le trafic passager est suspendu le 18 mars. Quatre cargos sur cinq sont maintenus en service afin d'acheminer le fret vers les ports de Bastia et d'Ajaccio. Le trafic passager vers la Corse est rétabli à partir du 11 mai, bien que soumis dans un premier temps à des restrictions.
Sur le Maghreb, l'activité ne reprend que partiellement à partir du 17 mai avec la mise en place de traversées organisées par les ambassades françaises en Algérie et en Tunisie dans le but de rapatrier les ressortissants français bloqués dans ces pays depuis le début de la crise sanitaire,. Les traversées régulières vers la Tunisie sont rétablies le 26 juin tandis que les rotations avec l'Algérie sont suspendues pour toute la durée de la saison estivale en raison de la décision du gouvernement algérien de prolonger la fermeture des frontières. L'exploitation de la ligne de Tunis sera marquée par quelques incidents, tout d'abord le 11 juillet après l'annonce d'une dizaine de cas de Covid-19 à bord du Danielle Casanova, entraînant l'immobilisation temporaire du navire. La ligne parvient à être maintenue plusieurs jours grâce à l'affectation du Méditerranée avant que celui-ci ne soit à son tour immobilisé après l'identification de nouveaux cas à son bord, le 14 juillet. Les rotations vers Tunis reprendront finalement le 20 juillet, mais seront suspendues au début du mois de septembre en raison de la baisse du nombre de passagers.
Au cours de l'année 2021, malgré les menaces de recrudescence de l'épidémie, la compagnie parvient à maintenir son activité habituelle sur la Corse. En raison de la mise en place de la nouvelle DSP à partir du 1er mars, quelques changements interviennent au niveau de la desserte des ports corses. Conformément aux accords passés avec La Méridionale en janvier 2020, cette dernière se voit attribuer l'exploitation de la ligne d'Ajaccio en partenariat avec Corsica Linea. Cette modification permet de ce fait le retour de la compagnie sur la desserte de Porto-Vecchio. Durant la saison estivale, Corsica Linea, comme les autres opérateurs, profite de l'essor du tourisme français, encouragé à privilégier des vacances au sein de l'hexagone. Grâce à ce tourisme essentiellement local, la compagnie transportera plus de 170 000 passagers tout au long de la saison d'été, un chiffre en considérable hausse par rapport à l'été 2020. Corsica Linea sera également en mesure de rouvrir la liaison Marseille - Tunis au mois de juin, à l'inverse de la ligne Marseille - Alger qui demeurera suspendue une saison de plus et ne sera rétablie qu'en automne.

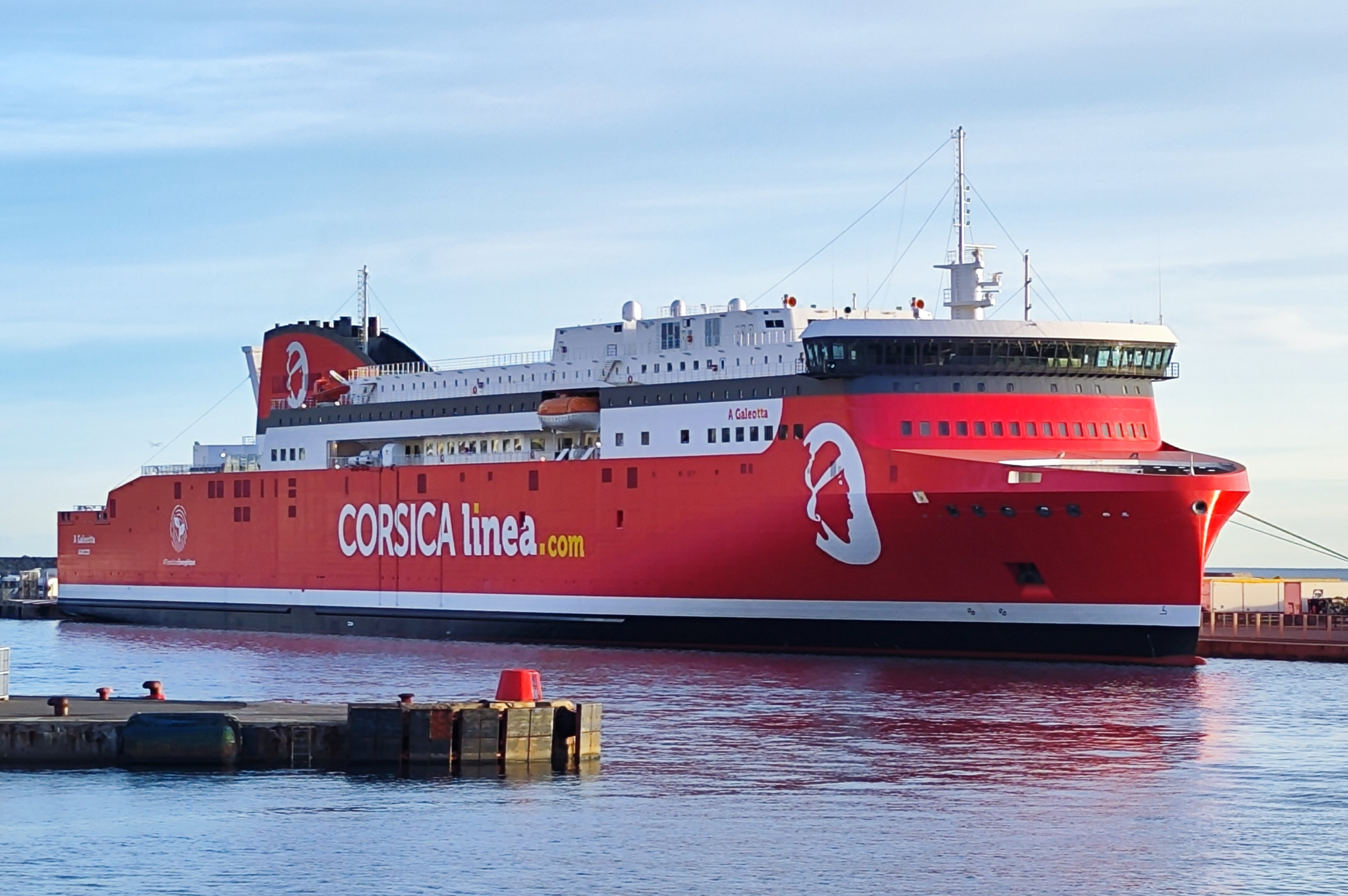
A Galeotta, première commande de navire neuf de Corsica Linea, équipé de moteurs pouvant être alimentés au GNL.

En dépit du contexte géopolitique perturbé par l'invasion de l'Ukraine par la Russie entrainant la hausse du carburant, l'année 2022 voit le retour à la normale du trafic sur tous les axes desservis par la compagnie qui dépasse même ses performances d'avant crise sanitaire avec 863 000 passagers transportés vers la Corse et l'Afrique du Nord ainsi que 125 000 unités de fret pour un total de 320 millions d'euros de chiffre d'affaires,. Au mois de décembre, Corsica Linea voit son contrat pour la desserte subventionnée de la Corse reconduit pour sept ans avec l'attribution de la nouvelle DSP. Si les modalités de cette nouvelle concession, d'un coût plus élevé de l'ordre de 13 millions d'euros par an, restent sensiblement identiques à celle de la précédente avec notamment le partage de la liaison Marseille - Ajaccio avec La Méridionale, la desserte de Porto-Vecchio sera cette fois-ci attribuée à cette dernière tandis que Corsica Linea récupèrera celle de Propriano. Les débuts effectifs de cette DSP ont lieu le 1er janvier 2023. C'est dans ce contexte également que la compagnie inaugure son premier navire neuf A Galeotta, livré le 6 décembre 2022 par les chantiers Visentini et mis en service le 10 janvier 2023 sur la desserte simultanée de Bastia et d'Ajaccio. Long de 206 mètres et capable de transporter 930 passagers, 150 véhicules et 170 remorques, ce nouveau navire mixte est aussi équipé de moteurs adaptés à une propulsion au gaz naturel liquéfié (GNL), ce qui en fait la première unité alignée sur la Corse à utiliser ce type de carburant. L'entrée en flotte de ce nouveau navire va également permettre le transfert à temps plein du Jean Nicoli sur les lignes du Maghreb et ainsi de développer la desserte de l'Algérie avec le renforcement de la ligne Marseille - Béjaïa et l'ouverture d'une nouvelle liaison vers Skikda. D'autres investissements seront effectués pour améliorer la qualité de la desserte tels que la rénovation du ferry Méditerranée. Également sur ce réseau, Corsica Linea va expérimenter en avant et en après saison des liaisons inédites au départ de Sète à destination de Béjaïa et Skikda à l'aide du cargo Kalliste, affrété à La Méridionale.

## La flotte

### Flotte actuelle
Au 15 septembre 2023, la flotte de Corsica Linea est composée de neuf navires, sept cargos mixtes et deux ferries. Six navires sont directement issus de l'ancienne SNCM et deux sont affrétés auprès d'autres armateurs. Le dernier né de la flotte A Galeotta constitue la première commande de navire neuf de l'armateur.
| Navire            | Pavillon | Type         | Construction | Entrée en flotte | Tonnage    | Longueur | Largeur | Capacité  | Capacité  | Capacité  | Vitesse    | Statut     |
| Navire            | Pavillon | Type         | Construction | Entrée en flotte | Tonnage    | Longueur | Largeur | Passagers | Véhicules | Remorques | Vitesse    | Statut     |
| ----------------- | -------- | ------------ | ------------ | ---------------- | ---------- | -------- | ------- | --------- | --------- | --------- | ---------- | ---------- |
| A Galeotta        |          | Navire mixte | 2022         | 2022             | 37 599 UMS | 206,60 m | 28,20 m | 930       | 150       | 170       | 23 nœuds   | En service |
| A Nepita          |          | Navire mixte | 2002         | 2020             | 30 551 UMS | 203,90 m | 25,40 m | 1 200     | 100       | 140       | 27 nœuds   | En service |
| Pascal Paoli      |          | Navire mixte | 2003         | 2016             | 35 760 UMS | 176 m    | 30,50 m | 655       | 130       | 160       | 24,5 nœuds | En service |
| Vizzavona         |          | Navire mixte | 1999         | 2018             | 30 144 UMS | 188 m    | 28,70 m | 800       | 130       | 155       | 22 nœuds   | En service |
| Paglia Orba       |          | Navire mixte | 1994         | 2016             | 30 269 UMS | 165,80 m | 29,02 m | 544       | 120       | 147       | 20 nœuds   | En service |
| Monte d'Oro       |          | Navire mixte | 1991         | 2016             | 22 070 UMS | 145 m    | 25,70 m | 528       | 130       | 114       | 19 nœuds   | En service |
| Jean Nicoli       |          | Navire mixte | 1998         | 2016             | 29 968 UMS | 200,65 m | 25,80 m | 1 600     | 600       | 152       | 27 nœuds   | En service |
| Danielle Casanova |          | Cruise-ferry | 2002         | 2016             | 41 447 UMS | 176 m    | 30,40 m | 2 400     | 700       | 64        | 24 nœuds   | En service |
| Méditerranée      |          | Ferry        | 1989         | 2016             | 30 985 UMS | 165 m    | 27,40 m | 2 780     | 800       | 40        | 24 nœuds   | En service |

### Futurs navires
Le 22 décembre 2023, Corsica Linea et l'armateur Stena Roro ont conclu un accord pour l'affrètement coque nue d'un navire de la classe E-Flexer à partir de mars 2026. À l'instar des autres navires issus de la classe E-Flexer, celui-ci sera construit en Chine par les chantiers CMJL de Weihai,. La construction du navire a commencé le 11 septembre 2024. Dévoilé à cette occasion, son nom sera Capu Rossu, en référence au site naturel classé du même nom situé sur la commune de Piana en Corse.
| Navire     | Pavillon | Type         | Chantier | Livraison | Tonnage    | Longueur | Largeur | Capacité  | Capacité  | Capacité  | Vitesse  | Statut          |
| Navire     | Pavillon | Type         | Chantier | Livraison | Tonnage    | Longueur | Largeur | Passagers | Véhicules | Remorques | Vitesse  | Statut          |
| ---------- | -------- | ------------ | -------- | --------- | ---------- | -------- | ------- | --------- | --------- | --------- | -------- | --------------- |
| Capu Rossu |          | Navire mixte | CMJL     | 2026      | 38 000 UMS | 202,90 m | 27,80 m | 1 026     | 180       | 135       | 23 nœuds | En construction |

### Anciens navires

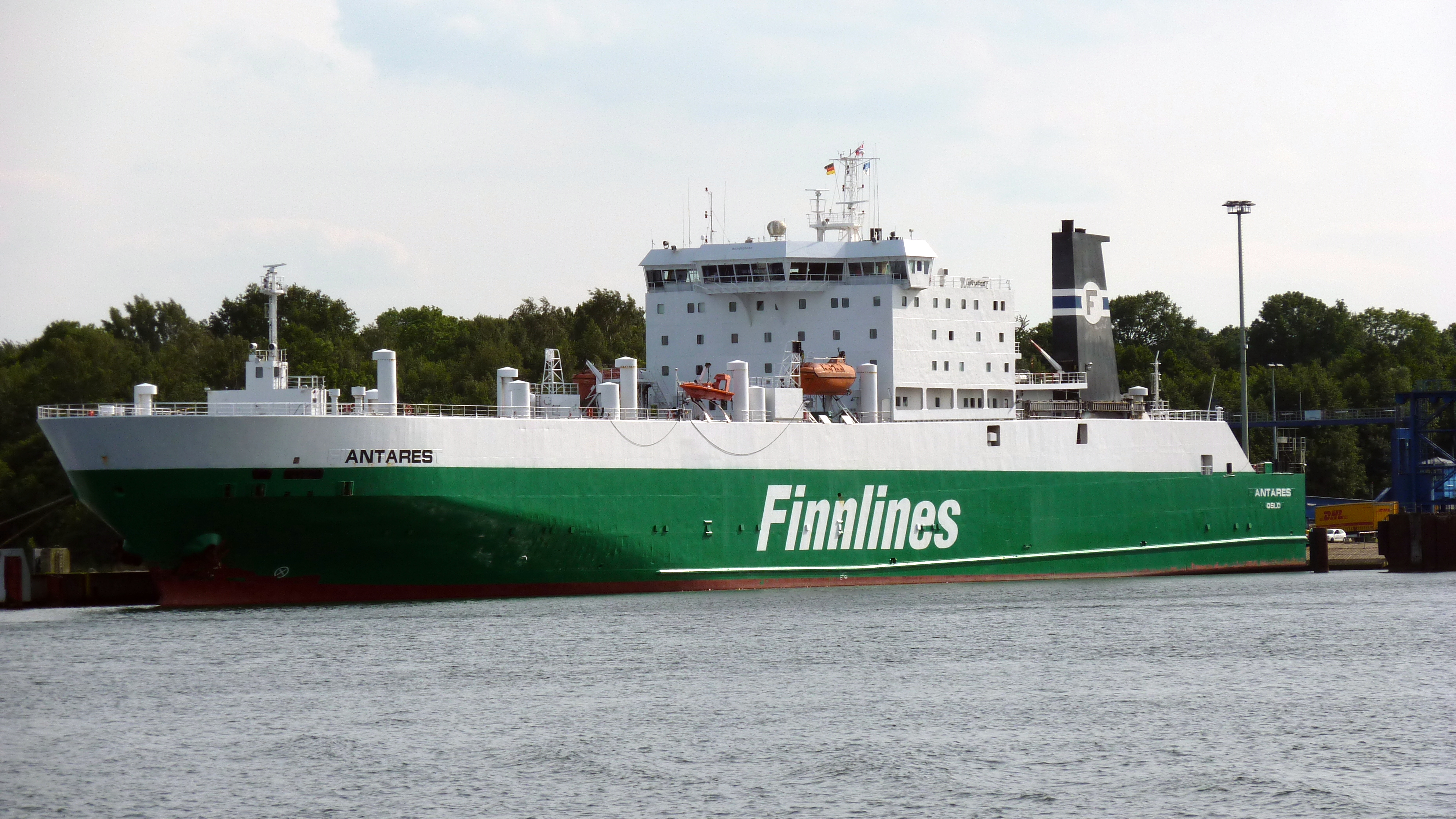
Le roulier Antares, affrété pour desservir la ligne Marseille - Ajaccio, n'a finalement jamais navigué pour la compagnie.

| Navire            | Pavillon | Type         | Construction | Période   | tonnage    | Longueur | Largeur | Passagers | Véhicules         | Vitesse    | Statut |
| ----------------- | -------- | ------------ | ------------ | --------- | ---------- | -------- | ------- | --------- | ----------------- | ---------- | --- |
| Stena Carrier     |          | Roulier      | 2004         | 2016      | 21 089 UMS | 182,60 m | 25,50 m | 12        | 2 715 m linéaires | 22 nœuds   | Restitué à son propriétaire, navigue actuellement pour la compagnie mexicaine Baja Ferries sous le nom de Mexico Star.          |
| Corsica Linea Dui |          | Roulier      | 1999         | 2016      | 10 488 UMS | 153,45 m | 20,60 m | 12        | 1 624 m linéaires | 21 nœuds   | Restitué à son propriétaire, navigue actuellement sous affrètement par la compagnie italienne Grandi Navi Veloci.               |
| Antares           |          | Roulier      | 1988         | 2016      | 19 963 UMS | 157,61 m | 25,32 m | 12        | 2 100 m linéaires | 20,5 nœuds | Restitué à son propriétaire, navigue actuellement pour la compagnie mexicaine Baja Ferries sous le nom de Cabo Star.            |
| Piana             |          | Navire mixte | 2011         | 2019-2020 | 42 180 UMS | 180 m    | 30,5 m  | 750       | 200               | 24 nœuds   | Restitué à La Méridionale en février 2020.                                                                                      |
| Pelagos           |          | Navire mixte | 1997         | 2021      | 21 856 UMS | 186 m    | 25,60 m | 300       | 200               | 21,5 nœuds | Restitué à La Méridionale en mars 2021. Navigue désormais en mer Rouge sous les couleurs de la compagnie United Maritime Egypt. |
| Kalliste          |          | Navire mixte | 1993         | 2023      | 30 718 UMS | 165 m    | 29 m    | 550       | 200               | 19 nœuds   | Restitué à La Méridionale en septembre 2023.                                                                                    |

## Lignes desservies

### Corse

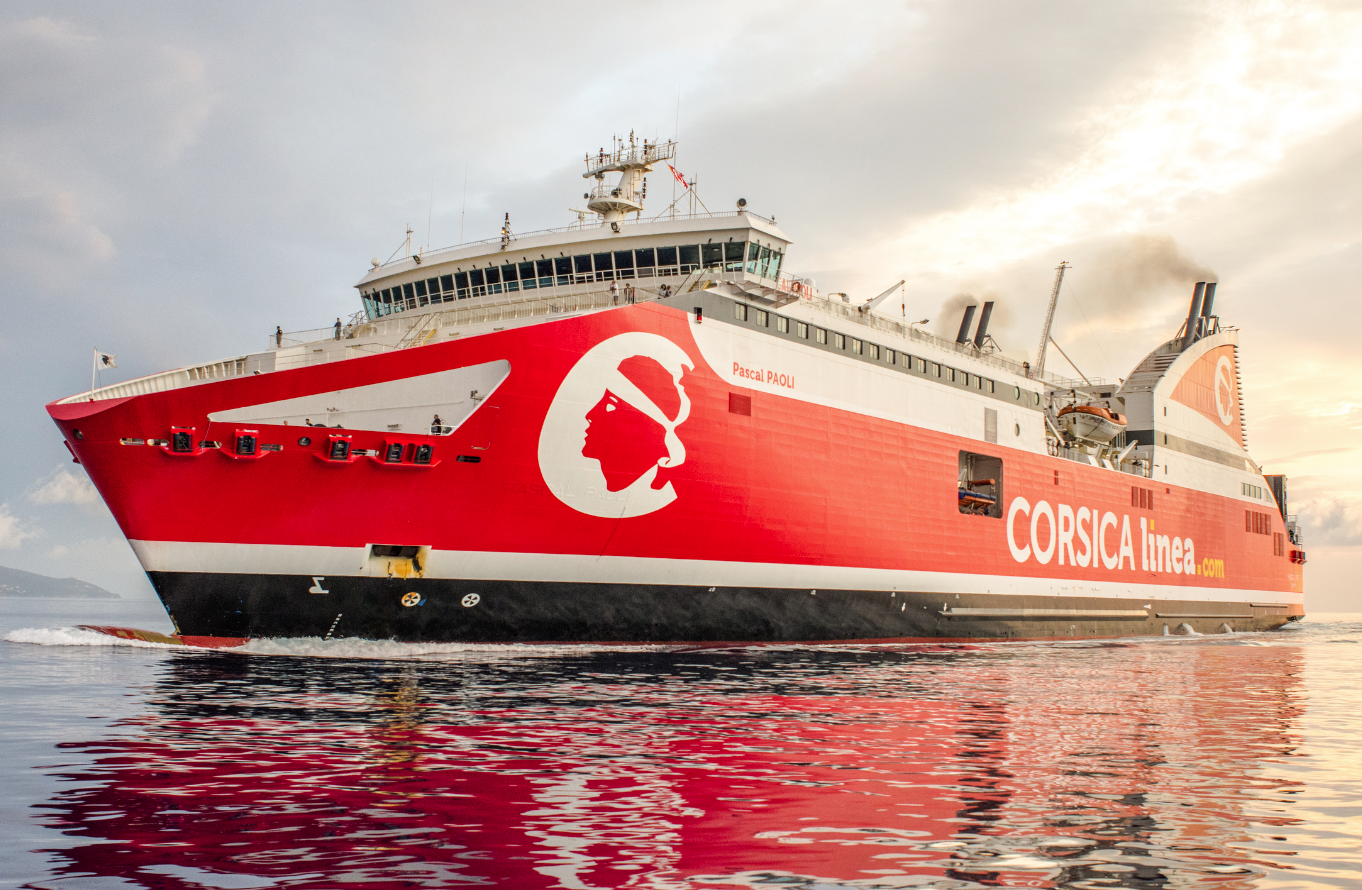
Le Pascal Paoli, navire mixte reliant Marseille à la Corse dans le cadre de la DSP.

De 2016 à 2019, dans le cadre de l'ancienne DSP, tous les ports corses (sauf Propriano) étaient desservis toute l'année, tous les deux jours par Corsica Linea au départ de Marseille en traversée de nuit. La desserte de Bastia et d'Ajaccio, les jours lors desquels aucune rotation n'était prévue pour ces destinations était assurée par la La Méridionale qui était le partenaire de Corsica Linea. Les rotations sur les ports de Porto-Vecchio et de L'Île-Rousse étaient assurées de nuit chaque lundi, mercredi et vendredi. La desserte de Propriano était assurée par La Méridionale un jour sur deux. La desserte à l'année était assurée par les cargos mixtes Jean Nicoli, Pascal Paoli, Paglia Orba et Monte d'Oro pour Corsica Linea et les cargos mixtes Piana, Girolata et Kalliste pour la La Méridionale.
Durant les saisons 2017 et 2018, des allers-retours supplémentaires étaient assurés par le cruise-ferry Danielle Casanova en période de pointe entre Marseille, Ajaccio et Bastia en traversées de nuit et de jour. À partir de la saison 2018, des dessertes complémentaires sont également programmées vers L'Île-Rousse avec le Monte d'Oro. À partir de la saison 2019, le Danielle Casanova n'est plus reconduit sur les lignes de la Corse et les traversées supplémentaires sur les ports d'Ajaccio et Bastia sont assurées respectivement par le Jean Nicoli le dimanche (aller le jour et retour la nuit) et le Vizzavona le mardi de nuit.
À compter du 1er octobre 2019, Corsica Linea devient le seul transporteur subventionné pour assurer le trafic de la DSP depuis Marseille vers Bastia, Ajaccio et L'Île-Rousse. Ainsi, la compagnie est en mesure de proposer un départ chaque soir de Marseille vers Ajaccio et Bastia et vice-versa. La ligne de L'Île-Rousse conserve quant à elle sa fréquence habituelle avec trois allers-retours par semaine. Porto-Vecchio était dans un premier temps desservi à la même fréquence à l'aide du navire mixte Piana de La Méridionale qui a navigué sous affrètement par Corsica Linea jusqu'au 1er février 2020. Durant une grande partie de l'année, les navires Vizzavona et Paglia Orba dédiés respectivement à la desserte de Bastia et d'Ajaccio ont échangé leurs affectations en raison d'un problème technique touchant l'un des moteurs du Vizzavona et compliquant son exploitation sur Bastia. Pour la saison 2020, des traversées supplémentaires vers Bastia et Ajaccio sont assurées de nuit et de jour par A Nepita.
À partir du 1er mars 2021, quelques changements interviennent à la suite de l'attribution de la nouvelle DSP. Si Corsica Linea conserve l'exploitation exclusive de la ligne de Bastia, la compagnie renoue toutefois son partenariat avec La Méridionale pour la desserte d'Ajaccio. Elle récupère également la concession pour la liaison reliant Porto-Vecchio. Durant la saison estivale, le Paglia Orba a assuré des traversées supplémentaires de nuit et de jour vers Bastia et Ajaccio ainsi que vers Porto-Vecchio les samedis soir, permettant au Jean Nicoli de réaliser une traversée de jour chaque week-end à destination d'Ajaccio. Pour la saison 2022, malgré quelques changements au niveau des affectations des navires, ce schéma est reconduit à l'identique.
Depuis le 1er janvier 2023, dans le cadre du renouvellement de la DSP pour une durée de sept ans, Corsica Linea et La Méridionale ont été reconduites sur la desserte de la Corse avec un cahier des charges sensiblement identique à celui de la précédente DSP, à l'exception cependant de l'inversion des affectations sur les ports secondaires de la Corse-du-Sud, Corsica Linea se voyant attribuer la desserte de Propriano tandis que La Méridionale récupère celle de Porto-Vecchio. Au cours de la période estivale, outre les habituelles rotations supplémentaires de nuit et de jour programmées sur Bastia, Ajaccio et L'Île-Rousse, des voyages complémentaires vers Propriano sont également prévus.
Lignes opérées depuis le 1er janvier 2023 :
| Ligne                    | Navires affectés en 2025                                                |
| ------------------------ | ----------------------------------------------------------------------- |
| Marseille - Bastia       | Pascal Paoli, A Galeotta, A Nepita, Jean Nicoli, Paglia Orba, Vizzavona |
| Marseille - Ajaccio      | A Nepita, Vizzavona, A Galeotta                                         |
| Marseille - Propriano    | Vizzavona, A Nepita, Paglia Orba                                        |
| Marseille - L'Île-Rousse | Monte d'Oro                                                             |

- Gras : Affectation principale
- : Affectation toute l'année
- : Affectation en basse saison (octobre, novembre, décembre, janvier, février, mars)
- : Affectation en moyenne saison (avril, mai, début juin, fin septembre)
- : Affectation en haute saison (fin juin, juillet, août, début septembre)

### Tunisie

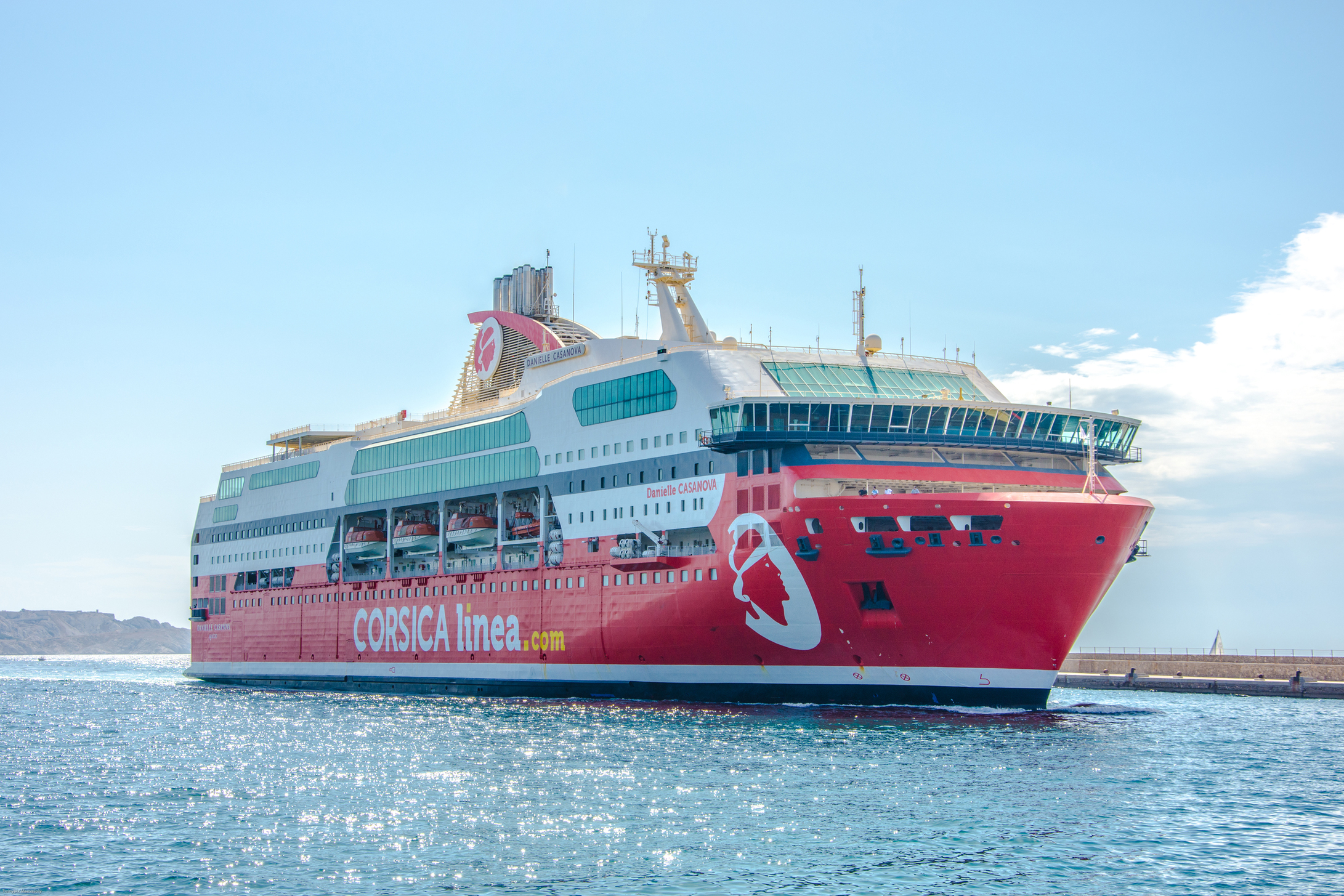
Le Danielle Casanova, positionné sur la desserte de la Tunisie à titre principal.

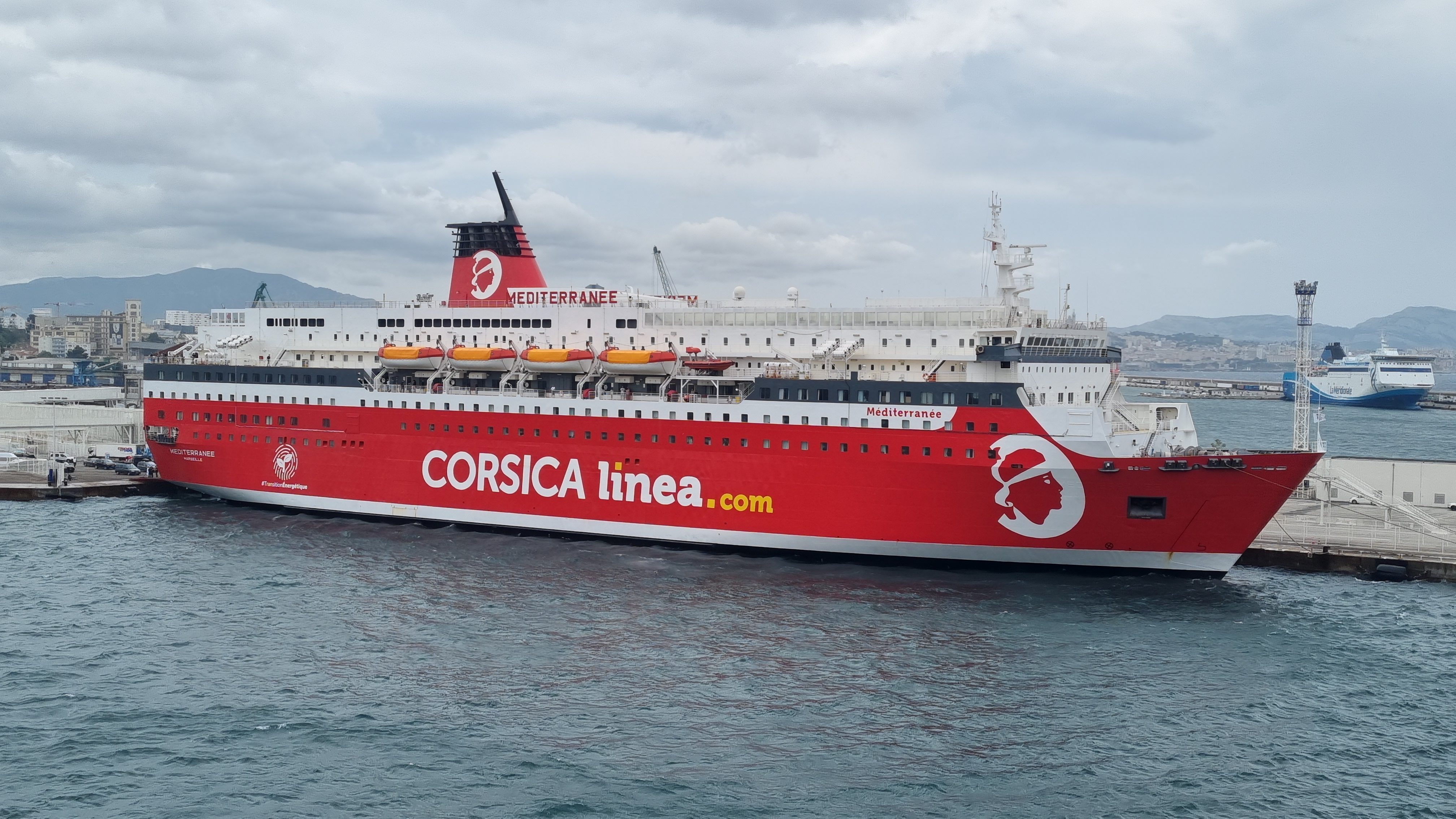
Le Méditerranée, principalement affecté à la desserte de l'Algérie en période estivale.

De la mi-septembre à la mi-juin, Corsica Linea assure une rotation par semaine vers Tunis. De 2016 à fin 2018, les traversées étaient effectuées toute l'année par le Danielle Casanova puis par le Vizzavona en basse saison à partir de novembre 2018. En saison estivale la compagnie propose généralement jusqu’à trois rotations par semaine avec le Danielle Casanova. Corsica Linea était complétée par la Compagnie tunisienne de navigation pour ses traversées vers la Tunisie avant que celle-ci ne décide de rompre le partenariat en janvier 2022.
En raison de l'affection du Vizzavona sur les lignes de la DSP entre Marseille et la Corse depuis le 1er octobre 2019, les traversées vers Tunis sont de nouveau assurées par le Danielle Casanova durant la basse saison de manière plus ou moins régulière. Elles seront cependant suspendues de manière exceptionnelle entre les mois de février et juin en raison tout d'abord de l'affectation du Danielle Casanova sur le réseau Corse en remplacement des navires mixtes en arrêt technique puis dans le contexte de la crise sanitaire entraînée par la pandémie de Covid-19. Rétablies durant l'été 2020, elles seront à nouveau interrompues entre septembre 2020 et juin 2021 en raison du faible nombre de passagers transitant sur ces lignes.
| Ligne             | Navire affecté en 2025         |
| ----------------- | ------------------------------ |
| Marseille - Tunis | Jean Nicoli, Danielle Casanova |

### Algérie
De la mi-septembre à la mi-juin, Corsica Linea assure généralement une à deux rotations par semaine vers Alger. De 2016 à fin 2018, les traversées étaient effectuées en basse saison par le cruise-ferry Danielle Casanova puis par le navire mixte Vizzavona à partir de novembre 2018. En saison estivale, de juin à septembre, la cadence est accélérée et la compagnie est en mesure de proposer jusqu’à trois aller-retours par semaine. Les traversées sont assurées en été par le car-ferry Méditerranée. À partir de l'été 2018, le nombre de traversées sur Alger par semaine passe de trois à quatre grâce au renfort du Vizzavona qui réalise également une traversée par semaine à destination de Béjaïa.
En raison de l'affection du Vizzavona sur les lignes de la DSP entre Marseille et la Corse depuis le 1er octobre 2019, les traversées vers Alger sont de nouveau assurées par le Danielle Casanova durant la basse saison, de manière plus ou moins régulière.
Entre mars 2020 et novembre 2021, les liaisons vers l'Algérie ont été exceptionnellement suspendues en raison de la pandémie de Covid-19. Les traversées supplémentaires vers Alger et Béjaïa devaient être assurées en saison par A Nepita, mais ont par conséquent été annulées. Le trafic entre la France et l'Algérie a été finalement rétabli le 1er novembre 2021 après plus de 18 mois d'interruption et les rotations assurées sur cet axe par Corsica Linea ont repris le 9 novembre.
Durant l'été 2022, pour la première saison estivale depuis la reprise du trafic, le programme de la compagnie s'inscrit plus ou moins dans la continuité des années précédent la pandémie avec toutefois la diminution du nombre de rotations vers Béjaïa qui sont cette fois-ci assurées par le Jean Nicoli au lieu du Vizzavona. Pour l'année 2023, Corsica Linea fait le choix d'augmenter les traversées estivales vers l'Algérie en repassant à deux voyages par semaine sur Béjaïa et en proposant une liaison inédite vers Skikda. Ces deux ports sont également desservis au printemps par le Paglia Orba à raison d'une rotation tous les quinze jours. Cette même année, de nouvelles lignes au départ de Sète vers Béjaïa et Skikda ont été mises en place à la fin du mois de juin et au début du mois de septembre et assurées par le Kalliste affrété à La Méridionale. Reconduites en 2024, elles sont assurées tout l'été par le Jean Nicoli. En 2025, les lignes de Sète sont desservies dès le printemps une fois par semaine par le Danielle Casanova.
| Ligne              | Navires affectés en 2025        |
| ------------------ | ------------------------------- |
| Marseille - Alger  | Danielle Casanova, Méditerranée |
| Marseille - Béjaïa | Danielle Casanova, Jean Nicoli  |
| Marseille - Skikda | Jean Nicoli                     |
| Sète - Alger       | Danielle Casanova               |
| Sète - Béjaïa      | Danielle Casanova, Jean Nicoli  |
| Sète - Skikda      | Jean Nicoli                     |

### Anciennes destinations

#### Sardaigne(2016-2019)
Dès 2016, Corsica Linea rouvre la ligne entre Marseille et Porto Torres fermée l'année précédente par la SNCM. Durant la saison estivale, quelques traversées sont effectuées de manière occasionnelle par les navires mixtes de la flotte. De 2017 à 2018, la desserte de la Sardaigne devient plus régulière et est assurée une fois par semaine, chaque dimanche, en été par le Jean Nicoli à destination de Porto Torres. À partir de la saison 2018, la ligne de Porto Torres est renforcée chaque vendredi à l'aide du Vizzavona. Pour la saison estivale 2019, les traversées estivales entre Marseille et Porto Torres ne sont plus assurées, mais la compagnie programme néanmoins quelques traversées entre Ajaccio et Porto Torres durant les mois d'avril, mai et juin dans le cadre d'une offre destinée aux résidents corses. Ces traversées étaient également prévues pour le printemps, mais aussi pour l'été 2020, mais n'ont pas été programmées, probablement en raison des restrictions liées à l'épidémie de Covid-19. La destination a depuis été abandonnée par la compagnie.
| Ligne                    | Navires                                         |
| ------------------------ | ----------------------------------------------- |
| Marseille - Porto Torres | Jean Nicoli et Vizzavona en saison (2017-2018). |
| Ajaccio - Porto Torres   | Jean Nicoli hors saison (2019).                 |

#### Autres compagnies
- La Méridionale
- Corsica Ferries - Sardinia Ferries
- Moby Lines